# 格拉莫斯山脈
40°20′54″N 20°46′46″E / 40.34833°N 20.77944°E
格拉莫斯山脈（希臘語：Γράμμος），是東南歐的山脈，位於阿爾巴尼亞和希臘的接壤邊境，最高點海拔高度2,520米，該地區的居民主要是阿爾巴尼亞人、阿羅蒙人和希臘人。1947年—1949年希腊内战期间，这里是希腊共产党领导的临时民主政府所在地。